# Lijst van voormalige gemeenten in Zeeland
Dit is een lijst met voormalige Zeeuwse gemeenten.
Als het grondgebied van een opgeheven gemeente over meerdere gemeenten is verdeeld, is het grootste deel bij de eerstgenoemde ontvangende gemeente gevoegd. Grenscorrecties tussen gehandhaafde gemeenten zijn niet in de lijst opgenomen. Vóór 1830 kan de informatie onvolledig zijn.

## Naamgeving bestuurlijke entiteiten
*: nieuw gevormde gemeentelijke entiteit die een naam gekozen heeft, die nog niet eerder is gebruikt door een andere gemeentelijke entiteit

(naamswijziging): een bestuursentiteit die, zonder wijzigingen aan het grondgebied, gekozen heeft voor een nieuwe naam
Bij een herindeling ontstaat altijd een nieuwe bestuurlijke entiteit, de nieuwe entiteit kan ervoor kiezen een oude naam te handhaven. Echter er is juridisch  sprake van fusie met de oude entiteit en geen toevoeging aan, deze informatie is voor de leesbaarheid en herkenbaarheid hier weggelaten. Bijvoorbeeld Hontenisse is samengevoegd met Hulst tot de nieuwe bestuursentiteit Hulst.

## 2003
- Axel > Terneuzen
- Hontenisse > Hulst
- Oostburg > Sluis
- Sas van Gent > Terneuzen
- Sluis-Aardenburg > Sluis

## 1997
- Arnemuiden > Middelburg
- Brouwershaven > Schouwen-Duiveland*
- Bruinisse > Schouwen-Duiveland*
- Domburg > Veere
- Duiveland > Schouwen-Duiveland*
- Mariekerke > Veere
- Middenschouwen > Schouwen-Duiveland*
- Valkenisse > Veere
- Westerschouwen > Schouwen-Duiveland*
- Westkapelle > Veere
- Zierikzee > Schouwen-Duiveland*

## 1995
- Aardenburg > Sluis-Aardenburg*
- Kortgene > Noord-Beveland*
- Sint Philipsland > Tholen
- Sluis > Sluis-Aardenburg*
- Wissenkerke > Noord-Beveland*

## 1971
- Oud-Vossemeer > Tholen*
- Poortvliet > Tholen*
- Scherpenisse > Tholen*
- Sint-Annaland > Tholen*
- Sint-Maartensdijk > Tholen*
- Stavenisse > Tholen*
- Tholen > Tholen*

## 1970
- Baarland > Borsele*
- Biervliet > Terneuzen, Oostburg en Sas van Gent
- Borssele > Borsele*
- Breskens > Oostburg
- Cadzand > Oostburg en Sluis
- Clinge > Hulst
- Driewegen > Borsele*
- Ellewoutsdijk > Borsele*
- Goes > Goes
- Graauw en Langendam > Hulst en Hontenisse
- 's-Gravenpolder > Borsele*
- Groede > Oostburg
- 's-Heer Abtskerke > Borsele* en Goes
- 's-Heer Arendskerke > Goes en Borsele*
- 's-Heerenhoek > Borsele*
- Heinkenszand > Borsele* en Goes
- Hoedekenskerke > Borsele*
- Hoek > Terneuzen en Sas van Gent
- Hoofdplaat > Oostburg
- Hulst > Hulst
- Kapelle > Kapelle
- Kattendijke > Goes
- Kloetinge > Goes, Borsele* en Kapelle
- Koewacht > Axel en Hulst
- Krabbendijke > Reimerswaal*
- Kruiningen > Reimerswaal*
- Nieuwvliet > Oostburg
- Nisse > Borsele*
- Oostburg > Oostburg
- Oudelande > Borsele*
- Overslag > Axel
- Ovezande > Borsele*
- Philippine > Sas van Gent en Oostburg
- Retranchement > Sluis
- Rilland-Bath > Reimerswaal*
- Schoondijke > Oostburg
- Sint Jansteen > Hulst
- Sluis > Sluis
- Terneuzen > Terneuzen
- Vogelwaarde > Hontenisse, Terneuzen, Hulst en Axel
- Waarde > Reimerswaal
- Waterlandkerkje > Oostburg
- Wemeldinge > Kapelle, Reimerswaal* en Goes
- Westdorpe > Sas van Gent, Terneuzen en Axel
- Wolphaartsdijk > Goes
- Yerseke > Reimerswaal*
- IJzendijke > Oostburg
- Zaamslag > Terneuzen en Axel
- Zuiddorpe > Axel
- Zuidzande > Oostburg

## 1966
- Aagtekerke > Mariekerke* en Domburg
- Biggekerke > Valkenisse
- Grijpskerke > Mariekerke*, Middelburg en Domburg
- Koudekerke > Valkenisse, Vlissingen en Middelburg
- Meliskerke > Mariekerke*
- Nieuw- en Sint Joosland > Middelburg, Vlissingen en Arnemuiden
- Oost- en West-Souburg > Vlissingen, Middelburg en Valkenisse
- Oostkapelle > Domburg en Mariekerke*
- Ritthem > Vlissingen en Middelburg
- Serooskerke (Walcheren) > Veere en Domburg
- Sint Laurens > Middelburg, Veere en Mariekerke*
- Veere > Veere
- Vrouwenpolder > Veere, Domburg en Middelburg
- Zoutelande > Valkenisse, Mariekerke en Westkapelle

## 1961
- Brouwershaven > Brouwershaven
- Burgh > Westerschouwen*
- Dreischor > Brouwershaven
- Duivendijke > Middenschouwen en Brouwershaven
- Elkerzee > Middenschouwen*
- Ellemeet > Middenschouwen* en Westerschouwen*
- Haamstede > Westerschouwen*
- Kerkwerve > Middenschouwen* en Zierikzee
- Nieuwerkerk > Duiveland* en Zierikzee
- Noordgouwe > Brouwershaven
- Noordwelle > Westerschouwen*
- Oosterland > Duiveland*
- Ouwerkerk > Duiveland* en Zierikzee
- Renesse > Westerschouwen*
- Serooskerke (Schouwen) > Westerschouwen*
- Zonnemaire > Brouwershaven

## 1941
- Aardenburg > Aardenburg
- Colijnsplaat > Kortgene
- Eede > Aardenburg
- Kats > Kortgene
- Schore > Kapelle en Kruiningen
- Sint Kruis > Aardenburg

## 1940
- Ter Neuzen > Terneuzen (naamswijziging)

## 1936
- Boschkapelle > Vogelwaarde
- Hengstdijk > Vogelwaarde
- Ossenisse > Vogelwaarde
- Stoppeldijk > Vogelwaarde

## 1880
- Heille > Sluis
- Sint Anna ter Muiden > Sluis

## 1878
- Bath > Rilland-Bath*
- Rilland > Rilland-Bath*

## 1877
- Neuzen > Ter Neuzen (naamswijziging)

## 1866
- Bommenede > Zonnemaire

## 1857
- Gapinge > Vrouwenpolder
- 's-Heer Hendrikskinderen > 's-Heer Arendskerke
- Kleverskerke > Arnemuiden

## 1835
- Oost-Souburg > Oost- en West-Souburg*
- West-Souburg > Oost- en West-Souburg*

## 1816
- Brigdamme > Sint Laurens
- Buttinge en Zandvoort > Grijpskerke
- Domburg-Binnen > Domburg
- Domburg-Buiten > Domburg
- Eversdijk > Kapelle
- Fort Bath > Bath
- 's-Gravenhoek > Wissenkerke
- Grijpskerke en Poppendamme > Grijpskerke
- Hoogelande > Grijpskerke
- Kampensnieuwland > Wissenkerke
- Maire > Rilland
- Nieuwland > Nieuw- en Sint Joosland*
- Nieuwlande > Krabbendijke
- Oost- en Middelzwake > 's-Gravenpolder
- Rilland en Bath > Rilland en Bath
- Sinoutskerke en Baarsdorp > 's-Heer Abtskerke
- Sirjansland > Oosterland
- Sint Joosland > Nieuw- en Sint Joosland*
- Valkenisse (Zuid-Beveland) > Waarde
- Westenschouwen > Burgh
- Westkapelle-Binnen > Westkapelle
- Westkapelle-Buiten en Sirpoppekerke > Westkapelle
- Westkerke > Scherpenisse
- Wissekerke > 's-Heer Hendrikskinderen

## 1813
- Brijdorpe > Duivendijke
- Capelle en Botland > Nieuwerkerk
- Klaaskinderkerke > Duivendijke
- Looperskapelle > Duivendijke
- Nieuwerkerke > Kerkwerve
- Nieuw-Strijen > Poortvliet
- Rengerskerke en Zuidland > Kerkwerve
- Vrijberge > Oud-Vossemeer